# Patuki breviuropodus
Patuki breviuropodus is een vlokreeftensoort uit de familie van de Exoedicerotidae. De wetenschappelijke naam van de soort is voor het eerst geldig gepubliceerd in 1974 door Cooper & Fincham.